# Vaše
Vaše – wieś w Słowenii, w gminie Medvode. W 2018 roku liczyła 569 mieszkańców.